# Turniej o Puchar Burmistrza Rawicza 1996
Puchar Burmistrza Rawicza 1996 – turniej żużlowy, rozegrany po raz 2. w Rawiczu, w którym zwyciężył Sławomir Dudek. Turniej odbył się również z okazji 15-lecia startów Zenona Kasprzaka.

## Finał
- Rawicz, 6 października 1996
- Sędzia: Leszek Demski

| Msc. | Zawodnik              | Klub         | Pkt  |                 |  |
| ---- | --------------------- | ------------ | ---- | --------------- |  |
| 1    | Sławomir Dudek        | Zielona Góra | 14+3 | (3,2,3,3,3)     |  |
| 2    | Roman Jankowski       | Leszno       | 15+2 | (3,3,3,3,3)     |  |
| 3    | Przemysław Brucheiser | Ostrów Wlkp. | 10+1 | (2,2,2,2,2)     |  |
| 4    | Jacek Rempała         | Tarnów       | 12+0 | (1,3,2,3,3)     |  |
| 5    | Zenon Kasprzak        | Rawicz       | 8    | (2,3,3,u/-)     |  |
| 6    | Jacek Gollob          | Bydgoszcz    | 8    | (3,1,1,dst,3)   |  |
| 7    | Zbigniew Krakowski    | Rawicz       | 8    | (1,3,1,1,2)     |  |
| 8    | Adam Fajfer           | Gniezno      | 8    | (1,2,2,1,2)     |  |
| 9    | Paweł Jąder           | Gniezno      | 7    | (0,1,3,2,1)     |  |
| 10   | Andreas Boessner      | Austria      | 6    | (2,1,0,2,1)     |  |
| 11   | Adam Łabędzki         | Leszno       | 6    | (1,2,1,2,w)     |  |
| 12   | Arkadiusz Matuszak    | Ostrów Wlkp. | 5    | (0,0,2,3,t)     |  |
| 13   | Wojciech Załuski      | Wrocław      | 5    | (3,1,1,wsu,wsu) |  |
| 14   | Marek Nowak           | Rawicz       | 3    | (2,0,0,1,d)     |  |
| 15   | Andrzej Huszcza       | Zielona Góra | 0    | (wu)            |  |
| 16   | Mirosław Korbel       | Rybnik       | 0    | (0,0,0)         |  |
|      | rez. Sławomir Rypień  | Rawicz       |      | (0,1,0,1,2)     |  |
|      | rez. Piotr Dym        | Rawicz       |      | (0,0,0,0,1)     |  |